# 일산선
일산선(一山線)은 경기도 고양시 덕양구에 있는 지축역과 일산서구에 있는 대화역을 잇는 한국철도공사의 철도 노선이다. 통행방향은 어디서든 우측통행이다.

## 개요
1996년 1월 30일 서울 지하철 3호선의 연장 구간으로 개통된 노선으로, 지축역에서 대화역까지 이어진 노선이다. 하지만 중앙로에서 바로 직진하면 나온 수색로 및 성산로 대신 일산신도시 지역과 위도차가 큰 통일로의 구파발역까지 연계시키기 위해 성사동과 삼송동을 거쳐 박석고개와 무악재로 구불구불 돌아나가는 형태로 설계되어 다른 노선에 비해 실질적 경쟁력, 실효성이 떨어진다.
2000년대 초반부터 파주시 주민들이 시내버스를 타고 일산신도시에서 이 노선을 환승하면서 수요가 향상되었다. 당시 파주시는 광역철도가 운행되지 않았기 때문에 대부분 파주시 주민들은 지선버스를 타고 일산신도시에서 이 노선으로 환승하여 서울 방면으로 진출입하는 번거로움을 겪어왔다. 
대한민국 철도청(현.한국철도공사) 주도 하에 일산 신도시 개발에 따른 교통난 해소의 일환으로, 서울 지하철 3호선의 연장 운행이었기 때문에 도시철도 기준을 그대로 적용했다. 한국철도공사 운용 노선 중 유일무이하게 우측 통행 방식이며 직류 1,500V 전철화를 그대로 채택했고, 개통 당시부터 서울교통공사가 수탁 관리를 한다. 원래 진접선, 서울 지하철 4호선, 과천선, 안산선의 직결 운행의 경우와 마찬가지로 좌측 통행 방식을 고수하여 X자 교차터널을 건설하려고 하였지만, 감사원의 예산 낭비 지적에 따라 백지화되어 서울 지하철 3호선과의 직결과 더불어 우측 통행과 직류(1,500V) 방식을 그대로 적용했다. 
현재 과포화 상태와 노선의 비효율성 및 수도권 서북부지역의 교통난 해소 차원에서, 2009년 7월 1일자로 경의선 (서울 - 문산) 복선 전철화 사업의 결과로 수도권 전철 경의선이 운행을 개시했다. 이로써, 대곡역에서 수도권 전철 경의·중앙선과 환승이 가능하며, 수도권 대중교통 통합요금제 적용으로 정상적인 환승 할인도 받을 수 있게 되었다.

## 역사
- 1991년 3월 15일: 착공
- 1995년 11월 24일: 시운전 중 일산선 전동차 추돌 사고로 개통 일정이 두 달 순연됨
- 1996년 1월 30일: 개통과 함께 서울 지하철 3호선 직결 운행 개시
- 2000년 4월 1일: 명칭을 서울 지하철 3호선과 함께 수도권 전철 3호선으로 통합
- 2006년 7월 12일: 폭우로 인한 지하 구간 침수로 인해 전 구간 운행 중단
- 2009년 7월 1일: 수도권 전철 경의선 개통과 함께 대곡역 환승 개통
- 2014년 12월 27일: 원흥역 영업 개시[3]
- 2019년 4월 17일: 철도 노선번호 변경에 따라 319로 변경[4]
- 2022년 2~3월: KTCS-M 대화-삼송 구간에 임시열차를 편성해 영업운전(09:00 ~ 12:30 시간대 운행)을 실시[5]

## 역 목록

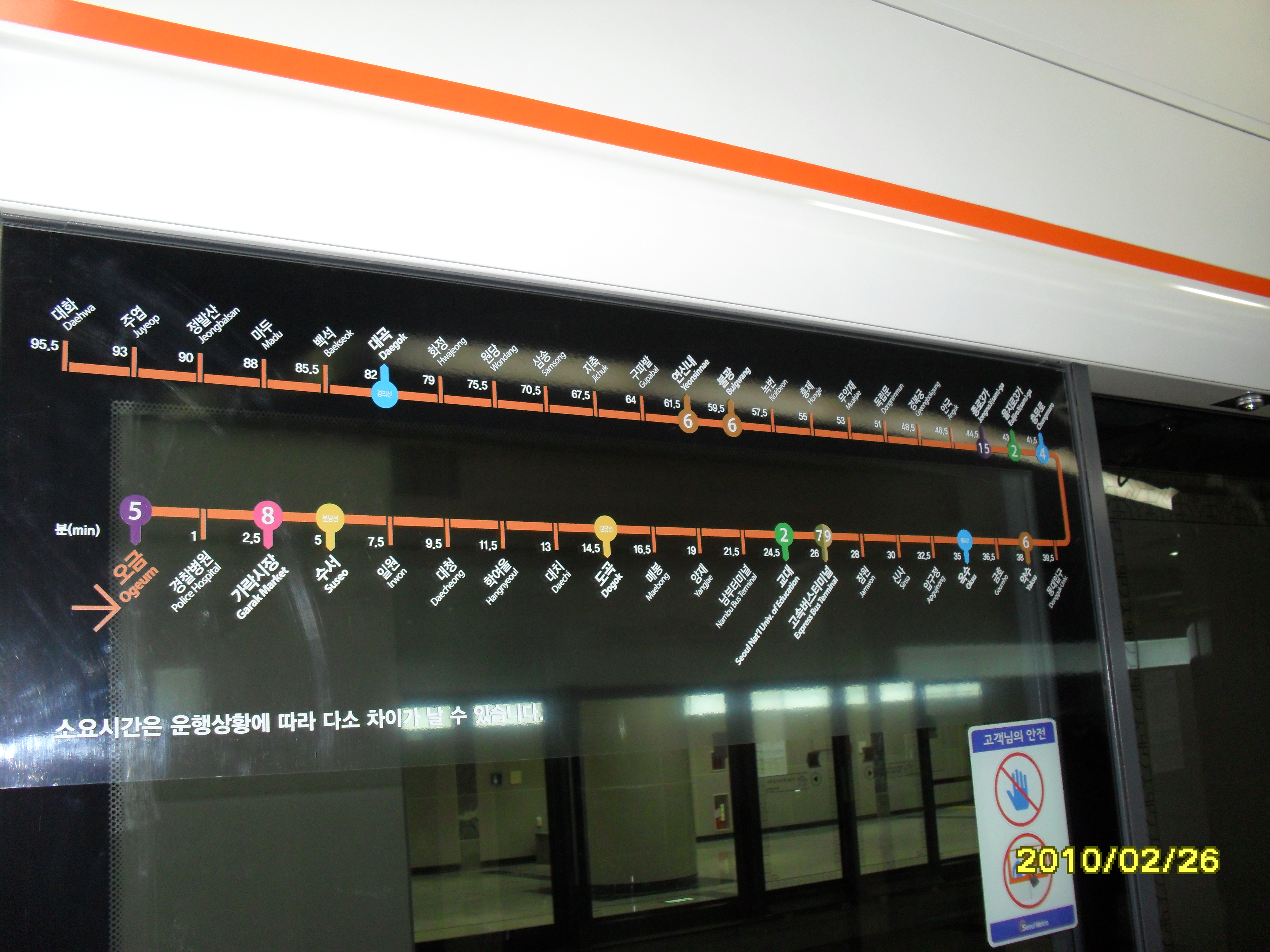
3호선 노선도(원흥역 개통 이전)

| 역 번호                           | 역명                              | 로마자 역명                       | 한자 역명                         | 접속 노선                                                                         | 역간 거리                         | 영업 거리                         | 소재지                            | 소재지                            |                                   |
| ↑ 서울 지하철 3호선 구파발역 방면 | ↑ 서울 지하철 3호선 구파발역 방면 | ↑ 서울 지하철 3호선 구파발역 방면 | ↑ 서울 지하철 3호선 구파발역 방면 | ↑ 서울 지하철 3호선 구파발역 방면                                                 | ↑ 서울 지하철 3호선 구파발역 방면 | ↑ 서울 지하철 3호선 구파발역 방면 | ↑ 서울 지하철 3호선 구파발역 방면 | ↑ 서울 지하철 3호선 구파발역 방면 | ↑ 서울 지하철 3호선 구파발역 방면 |
| --------------------------------- | --------------------------------- | --------------------------------- | --------------------------------- | --------------------------------------------------------------------------------- | --------------------------------- | --------------------------------- | --------------------------------- | --------------------------------- | --------------------------------- |
| 319                               | 지축                              | Jichuk                            | 紙杻                              |                                                                                   | 0.0                               | 0.0                               | 경기도                            | 고양시 덕양구                     |                                   |
| 318                               | 삼송                              | Samsong                           | 三松                              |                                                                                   | 1.7                               | 1.7                               | 경기도                            | 고양시 덕양구                     |                                   |
| 317                               | 원흥                              | Wonheung                          | 元興                              |                                                                                   | 2.1                               | 3.8                               | 경기도                            | 고양시 덕양구                     |                                   |
| 316                               | 원당                              | Wondang                           | 元堂                              |                                                                                   | 2.9                               | 6.7                               | 경기도                            | 고양시 덕양구                     |                                   |
| 315                               | 화정                              | Hwajeong                          | 花井                              |                                                                                   | 2.6                               | 9.3                               | 경기도                            | 고양시 덕양구                     |                                   |
| 314                               | 대곡                              | Daegok                            | 大谷                              | ● 수도권 전철 경의·중앙선 ● 수도권 전철 서해선 ● 수도권 광역급행철도 A노선 교외선 | 2.1                               | 11.4                              | 경기도                            | 고양시 덕양구                     |                                   |
| 313                               | 백석                              | Baekseok                          | 白石                              |                                                                                   | 2.5                               | 13.9                              | 경기도                            | 고양시 일산동구                   |                                   |
| 312                               | 마두                              | Madu                              | 馬頭                              |                                                                                   | 1.4                               | 15.3                              | 경기도                            | 고양시 일산동구                   |                                   |
| 311                               | 정발산                            | Jeongbalsan                       | 鼎鉢山                            |                                                                                   | 0.9                               | 16.2                              | 경기도                            | 고양시 일산동구                   |                                   |
| 310                               | 주엽                              | Juyeop                            | 注葉                              |                                                                                   | 1.6                               | 17.8                              | 경기도                            | 고양시 일산서구                   |                                   |
| 309                               | 대화                              | Daehwa                            | 大化                              |                                                                                   | 1.4                               | 19.2                              | 경기도                            | 고양시 일산서구                   |                                   |

## 운영
대부분의 열차는 서울 지하철 3호선과 직결 운행한다. 서울 지하철 3호선과 함께 수도권 전철 3호선을 이루며, 여객 안내 등에서는 두 노선이 구분이 이루어지지 않고 단지 "(서울 지하철) 3호선"으로만 엄연히 분류된다. 열차 운행 계획 작성 및 차량의 검수는 서울 지하철 3호선을 운영하는 서울교통공사가 수탁 관리하여, 열차 승무나 역무, 열차 통제, 역사 시설물 관리 등은 서울 지하철 3호선과 별개로 분리되어 한국철도공사 서울본부와 국가철도공단이 맡는다. 열차 운행 횟수는 한국철도공사 소속 78회, 서울교통공사 소속 190회로 총 268회이므로, 치안 서비스는 국토교통부 산하의 서울지방철도특별사법경찰대에서 전담한다.

### 차량
- 서울교통공사 3000호대 VVVF 전동차
- 한국철도공사 3000호대 전동차

## 논란

### 대한민국 철도청과서울특별시간 소유권 분쟁
일산선이 완공된 후 대한민국 철도청(현 한국철도공사 서울본부)에서 소유권을 돌연 서울특별시로 양도하겠다고 발표하였다. 철도청(현 한국철도공사 서울본부)에 따르면 서울 지하철 3호선과 연결되는 일산선을 철도청에서 운영할 경우 별도의 관리 시설과 인력이 투입되어야 한다는 점을 들면서 서울특별시에게 운영을 맡아줄 것을 부탁하였다. 반면 서울특별시는 일산선이 경기도에 있는 관계로 운영이 어렵고 또 적자의 우려도 있어 철도청의 주장을 일축하였다. 이 때문에 일산선 개통 일정이 몇차례씩 순연 되었으며 일산신도시 주민들이 한동안 교통 불편을 겪어야 하였다. 결국 일산선은 철도청(현 한국철도공사 서울본부)의 관할로 남아 지금에 이른다.

### 시공 업체 및 철도청의 허술한 관리 문제
일산선 전 구간은 1991년에 착공되어 5년후인 1996년에 완공되었다. 대화~백석, 화정, 삼송역 구간이 지하로 공사되었고 그만큼 엄격한 관리가 필요했다. 하지만 대한민국 철도청에서 엄격한 관리를 하지 않았고, 이로 인해 부실공사가 진행되어 문제가 되었다. 동일한 시기에 공사가 이루어진 분당선, 과천선에서도 이 문제가 발견된 바 있다.
첫 번째 문제는 시공사의 터널 콘크리트 부실시공이다. 마대를 붙이고 시멘트를 덧칠하는 바람에 터널 사이의 공간이 많이 벌어져 벽면이 상당히 약해졌고, 곳곳에서 누수 등의 문제가 발생하게 되었다. 이미 그것은 1994년 MBC의 시사·교양 프로그램인 시사매거진 2580에서 방송되어, 누수를 막는 공사를 하였고 개통시기도 더 늦어질 수 밖에 없었다.
두 번째 문제는 대한민국 철도청(현 국가철도공단)의 허술한 관리이다. 건설에 쓰일 철근의 길이도 뒤죽박죽이어서 3m 짜리 철근을 사용하여야 하는 곳에 2m 철근과 1m 철근을 붙여 사용하는 등의 문제가 많았다.

### 기타
• 양주시에서는 교외선과의 연결을 요구하기도 하였다.
• 종로3가에서 종로선 구간의 견인기 디젤전기기관차의 지하구간 진입 문제 등 일반철도 노선과 연결되는 연결선의 불편성을 토대로, 수색차량사업소 주박문제, 반입 견인기관차의 진입 편리성등 일반철도와의 연결을 더욱 편이 하기 위해 대곡역 근처에서 경의선 또는 교외선과의 선로연결을 하는 방안이 검토하였으나 취소되었다.

## 사건 사고

### 일산선 전동차 추돌사고
1995년 11월 24일 오후 3시 30분경 당시 개통을 앞두고 시운전 중이던 일산선 삼송역-원당역 구내에서, 시속 55km로 달리던 3889호 열차가 시속 5km로 서행 운전 중이던 선행 열차 3887호의 후미 부분을 들이받이면서 발생한 추돌 사고이다. 사고의 발단은, 시운전 당시 해당 구간의 ATC(자동열차제어장치)는 공사 중으로 정상 작동하지 않아 모든 열차는 서행 운전을 해야 했는데, 3889호가 이러한 사실을 인식하지 못한 채 정상 속도로 운행하였던 것이 화근이었다. 또한, 공사를 담당하던 철도청 종합공사사무소(현 한국철도공사 서울본부) 측에서 공사 사실을 열차 운행 관련 부서에 사전에 통보하지 않은 것으로 드러났다.

### 2006년일산선 침수 사건
2006년 7월 12일, 삼성물산이 맡고 있던 아람누리-정발산역 연결통로 설치 공사도중 건설업체의 부실한 물막이 공사에 설상가상으로 기상관측 이래 고양지역에 가장 많은 비가 내리면서 인근 산에서 내려온 물이 연결통로 공사현장을 덮친 사고가 발생하였다. 예상치 못한 폭우로 인하여 정발산역이 침수되었고, 결국 그 여파로 일산선 지하구간인 대화역 ~ 화정역 구간이 연속침수되어 수도권 전철 3호선 열차가 구파발역까지만 운행되었다.

## 향후 계획
파주의 교하지구, 운정신도시와 고양의 덕이지구의 개발 관계로 일산선을 운정신도시까지 연장하려는 계획이 있었으나, 선형 자체가 굴곡 노선이어서 이용객 대부분은 대곡역에서 환승하고, 경의선과 거의 유사하여 경제성이 없다는 이유로 잠정 취소되었다. 결국 운정신도시(동패동)에는 교하지구 방향에 수도권 광역급행철도 A노선 운정중앙역이 생기게 됐다. 파주시에서는 2010년부터 대화역에서 통일동산까지 연장하려는 계획을 재추진하기 시작하였고, 파주시, 지하철 3호선 대화역~통일동산역 연장 추진 이후 대화역 ~ 통일동산역 간 연장 계획이 2016년 2월 4일 제3차 국가철도망 구축계획에 반영되었다. 이밖에 정발산역, 화정역, 원흥역 대피선 설치 및 시설개량을 거쳐 급행열차를 운행할 계획도 있다.

## 같이 보기
- 한국철도공사
- 수도권 전철 3호선
- 지축차량사업소
- 한국철도공사 3000호대 전동차